# Oress-Krobou
Oress-Krobou  è una città e sottoprefettura della Costa d'Avorio appartenente al dipartimento di Agboville. Conta una popolazione di 5 806 abitanti (censimento 2014).